# Pai Calvo
Pai o Pae Calvo fue un juglar gallego del siglo XIII, compositor de lírica gallego-portuguesa.

## Biografía
Por su colocación en los cancioneros, en el grupo conocido como el de los juglares gallegos, se deduce su procedencia gallega y el oficio de juglar. El estudioso Manuel de Boaventura sostiene que su procedencia puede ser portuguesa, al haber un lugar con el mismo nombre que el juglar en Vila Cha, sin embargo António Resende de Oliveira encuentra documentados varias personas con ese nombre en Galicia, Portugal y León. Giuseppe Tavani lo sitúa en la corte de Don Dinís.

## Obra
Se conservan 2 cantigas de amigo.